# Manu Silva
Manuel Jorge Silva dit Manu Silva, né le 12 juin 2001 à Santa Maria da Feira au Portugal, est un footballeur portugais qui évolue au poste de défenseur central au Benfica Lisbonne.

## Biographie

### CD Feirense
Né à Santa Maria da Feira au Portugal, Manu Silva est formé par le CF União de Lamas avant de rejoindre le CD Feirense, où il poursuit sa formation. Le 17 avril 2021, il joue son premier match en professionnel, à l'occasion d'une rencontre de championnat face au Varzim SC. Il entre en jeu à la place de Platiny et son équipe s'impose sur le score de un but à zéro.
Le 24 mai 2022, Silva prolonge son contrat avec le CD Feirense.

### Vitória Guimarães
Le 31 janvier 2023, lors du dernier jour du mercato hivernal, Manu Silva s'engage avec le Vitória Guimarães pour un contrat courant jusqu'en juin 2027.
Il joue son premier match sous ses nouvelles couleurs le 14 avril 2023, lors d'une rencontre de championnat face au FC Famalicão. Il est titularisé et son équipe s'incline par deux buts à un.
Le 28 octobre 2023, Manu Silva inscrit son premier but pour le Vitória, lors d'un match de championnat face au GD Chaves. Le défenseur, titularisé ce jour-là, participe à la large victoire de son équipe (5-0 score final).
Il marque son premier but en coupe d'Europe face au FC Zurich, le 15 août 2024, lors d'une rencontre qualificative pour la phase de groupe de la Ligue Conférence 2024-2025. Titulaire, il ouvre le score et participe à la victoire de son équipe par deux buts à zéro.

### Benfica Lisbonne
Le 20 janvier 2025, le Benfica Lisbonne annonce l'arrivée de Manu Silva pour un un transfert estimé à douze millions d'euros. Il y signe un contrat de cinq ans, le liant au club de la capitale jusqu'en 2030.